# Johann Jakob Peter Fuchs

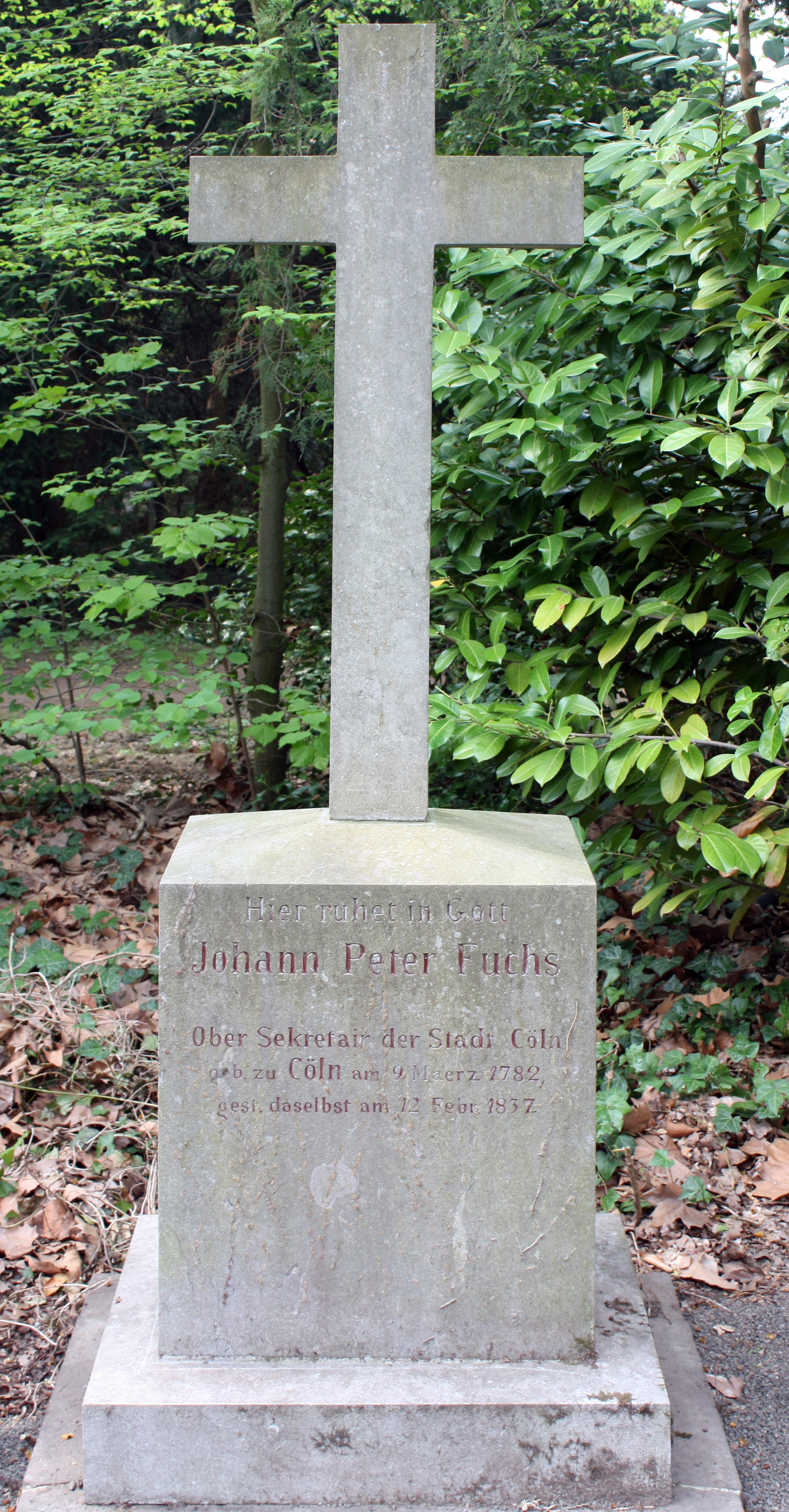
Grabmal J. P. Fuchs, Melaten-Friedhof, Köln

Johann Jakob Peter Fuchs (* 9. März 1782 in Köln; † 12. Februar 1857 ebenda) war ein deutscher Jurist, Kölner Verwaltungsbeamter und später Stadtarchivar.
Fuchs war in der Nachfolge seines Vaters, des zeitweiligen Schöffen, Kurkölnischen Hofrats und Preußischen Regierungsrats Johann Baptist Fuchs (1757–1827), Verwaltungsbeamter im Köln der Franzosenzeit und zu Beginn der preußischen Verwaltung. Fuchs war Dr. jur. utr., also Dr. des bürgerlichen und des kirchlichen Rechts. Er hat sich in dieser Zeit für das erste entstehende städtische Museum Wallrafianum in der Trankgasse 7 und das ebenfalls neu zu strukturierende Historische Archiv der Stadt verdient gemacht. 1837 heiratete er im vorgerückten Alter von 55 Jahren. Seine Ehefrau Maria Theresia Josepha Walburga Fuchs geb. Plasmann (1790–1866) entstammte einer angesehenen Kölner Kaufmannsfamilie.
Fuchs war zunächst Sekretär beim französischen Tribunal erster Instanz im Kölnischen Hof  in der Trankgasse Nr. 7, das dort dem 1798 eingerichteten Zuchtpolizeigericht nachfolgte. Mit Ende der französischen Besatzung 1815 wurde es königliches Kreisgericht, später dann Landgericht. Nach einem Neubau für das Gericht konnte 1827 die Stadt das alte Gebäude übernehmen und für Wallrafs Sammlungen bestimmen. Heute steht an dieser Stelle das Deichmannhaus.
Fuchs war Schüler und Freund von Ferdinand Franz Wallraf, nach dessen Tod im März 1824 er als einer der Testamentsvollstrecker fungierte. Er bemühte sich zusammen mit einer vom Rat eingesetzten Kommission, der sich mehrere Kunstfreunde anschlossen, um die Ordnung und Inventarisierung der der Stadt vermachten Wallrafschen Kunst- und Altertümersammlung in dessen letzter Wohnung „Am Hof 1“. Erst zwei Jahre später, am 10. April 1826, konnte diese Inventarisierung beendet werden. 1827 zog die Sammlung dann in die Trankgasse. Erster Kurator wurde 1828 der Kölner Kunstsammler Matthias Joseph de Noël.
Als Vertrauter von Oberbürgermeister Johann Adolph Steinberger wurde Fuchs zum Stadtsekretär ernannt. Von 1815 bis zu seinem Tod leitete Fuchs nebenamtlich das Kölner Stadtarchiv. In dieser Zeit ordnete er es neu und sorgte dafür, dass es der wissenschaftlichen Forschung zugänglich gemacht wurde. Aufgrund seiner Verdienste verlieh ihm die Universität Bonn die Ehrendoktorwürde.
Fuchs verstarb 1857 im Alter von 74 Jahren und wurde auf dem Kölner Melaten-Friedhof (HWG, zwischen Lit. A+B) beigesetzt. Der Grabstein trägt ein falsches Todesjahr.
In Köln-Ehrenfeld wurde 1938 die Fuchsstraße nach ihm benannt.